# Орта-Нова
Орта-Нова (італ. Orta Nova) — муніципалітет в Італії, у регіоні Апулія,  провінція Фоджа.
Орта-Нова розташована на відстані близько 280 км на схід від Рима, 100 км на захід від Барі, 20 км на південний схід від Фоджі.
Населення — 17 801 особа (2014).
Щорічний фестиваль відбувається 13 червня. Покровитель — Sant'Antonio da Padova.

## Демографія
Населення за роками:

Станом на 1 січня 2023 року в муніципалітеті офіційно проживало 1316 іноземців з 33 країн, серед них 590 громадян країн Євросоюзу та 49 громадян України.

## Сусідні муніципалітети
- Асколі-Сатріано
- Карапелле
- Черіньола
- Ордона
- Сторнара
- Сторнарелла